# Candeletta

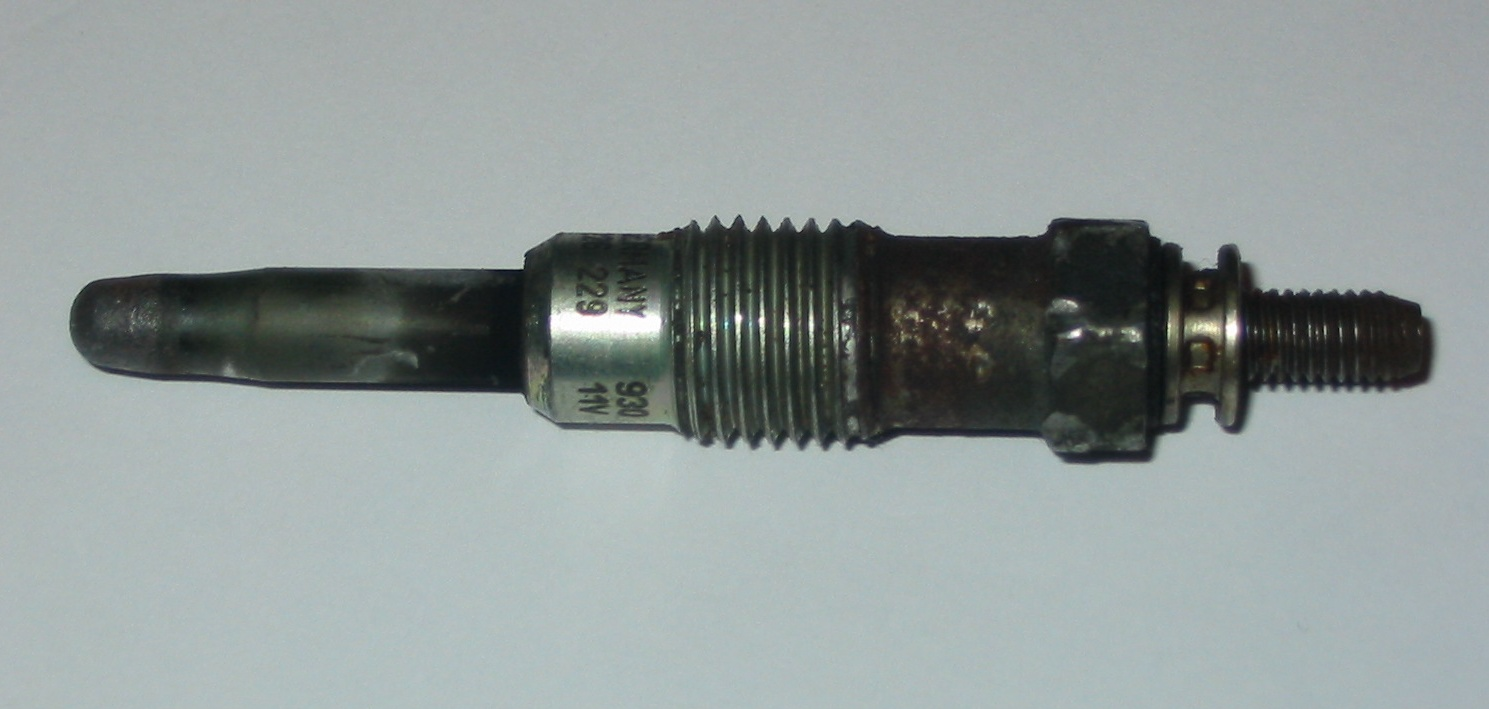
Candeletta per motore Diesel

Le candelette sono gli elementi incandescenti alimentati dall'impianto elettrico, montate vicino agli iniettori dei motori a gasolio per favorire l'accensione del combustibile a motore freddo.

## Funzione e caratteristiche

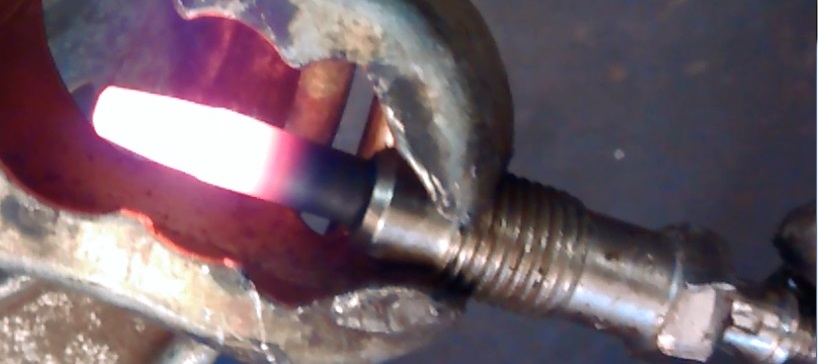
Test funzionamento candeletta per motore Diesel

Le candelette entrano in funzione prima dell'avviamento e sono in grado di raggiungere valori elevati di temperatura in un tempo molto breve, dai 3 ai 5 s, in modo da facilitare la combustione spontanea. Esse non vanno confuse con le candele d'accensione che invece hanno il compito, nei motore a ciclo Otto, di scoccare la scintilla quando tra i due suoi elettrodi si stabilisce una differenza di potenziale.

Spia delle candelette

Benché i moderni motori Diesel a iniezione diretta possano avviarsi a freddo senza candelette con temperature ambientali non particolarmente rigide, queste sono ancora utilizzate in tali motori, in quanto utili per la riduzione sia delle emissioni sia della rumorosità.